# Félix de Savoie
Pour les autres membres de la famille, voir Maison de Savoie.
Félix de Savoie, connu le plus souvent sous le nom de « Dom Felix de Savoie » (en italien « Dom Felice di Savoia »), né en 1604 et mort le 18 décembre 1644 à Turin, fils naturel légitimé du duc Charles-Emmanuel Ier de Savoie, est lieutenant général du comté de Nice de 1625 à 1632, et lieutenant général et gouverneur du duché de Savoie de 1634 à 1644.
Pendant la guerre civile piémontaise, il est le seul membre de la maison de Savoie qui soutient de manière constante la régente Christine de France (« Madame Royale »).
Il est seigneur de Baldissero d’Alba, de Farigliano, de Sommariva Perno et de Serravalle Langhe.

## Biographie

### Famille
Félix de Savoie est le fils, né hors mariage, de Charles-Emmanuel Ier de Savoie et de Gentine ou Argentine Provana, fille de François Provana (mort en 1644), comte de Collegno et grand chancelier de Savoie. Sa famille paternelle compte une vingtaine de demi-frères et de demi-sœurs. Il est le neveu de l'archevêque de Turin Antonio Provana di Collegno.

### Carrière

#### Lieutenant général du comté de Nice
A la mort de Louis Solaro de la Moretta, marquis de Dogliani, gouverneur de la ville et du comté de Nice, le 27 juin 1625 Félix de Savoie, fils naturel du duc, chevalier grand-croix de l'ordre de Malte, est nommé lieutenant-général et gouverneur de la ville et du comté. Il arrive du Piémont en cette ville le 20 juillet où il fait une grande revue des hommes aptes à porter les armes dans le conflit qui oppose le duché à l'Espagne et à Gênes dans le cadre de la guerre de la Valteline.

#### Gouverneur et lieutenant général du duché de Savoie
Le 26 avril 1636, il renouvèle les dispositions prises par Victor-Amédée Ier de Savoie, à Vercelli, le 28 janvier 1636, pour faire détruire, aux frais des étapes de Saint-Jean-de-Maurienne, de Lanslebourg et de Modane, le Fort Allamand (dit Fort-Sarrasin) Pontamafrey.

### Sépulture
Il est inhumé dans la crypte de la cathédrale Saint-Jean-Baptiste de Turin. Ses restes sont transférés, sur ordre du roi Charles-Albert, à Abbaye Saint-Michel-de-la-Cluse en 1836.